# Cox's Bazar (zila)
Cox's Bazar (Bengaals: কক্সবাজার জেলা)   is een district (zila) in de divisie Chittagong in zuidoost Bangladesh. Het district is vernoemd naar Cox's Bazar, het langste natuurlijke strand ter wereld dat op zijn beurt weer vernoemd is naar kapitein Hiram Cox, een Britse officier die dienstdeed in Brits-Indië. Cox's Bazar grenst in het zuiden aan Myanmar.
In het district Cox's Bazar bevindt zich Kutupalong, een van de grootste vluchtelingenkampen ter wereld, met voornamelijk Rohingya-vluchtelingen die zijn gevlucht voor etnische en religieuze vervolging in het naburige Myanmar.  